# Чотири відьми
Чотири відьми (німецька: Die Vier Hexen), або Чотири голі жінки або Чотири чарівниці або Сцена в борделі — це назви, які були дані гравюрі 1497 року німецького художника Альбрехта Дюрера. На одній з його найбільш ранніх гравюр, де було підтверджене авторство видно чотири оголені жіночі фігури, що зібралися в коло і про щось домовляються. Кімната в якій вони стоять, можливо, є частиною купальні, що має входи з обох боків. Попри явну еротичність, спокусу уособлює саме маленький рогатий демон охоплений полум'ям, що знаходиться у лівому порталі.
Хоча гравюра неодноразова була проаналізована фахівцями, вона й досі залишається неоднозначною. Тим паче, що в більш пізніх творах немає нічого, що вказувало б на розшифрування її символіки. Немає єдиної думки щодо інтерпретації центральних фігур, оскільки історики мистецтва асоціюють сюжет переважно з полюванням на відьом або із зображенням класичної міфології. Жінки стоять під земною кулею або сферою, і перед відкритим кам'яним вікном. Якщо враховувати зображені нижче людський череп та стегнові кістки, розміщені навпроти нього, то його (вікно) можна сприймати як ворота до смерті і що жінки займаються якимось типом шахрайської схеми, можливо, пов'язаної з інквізиційним трактатом 1487 року Malleus Maleficarum. Альтернативна думка полягає в тому, що жінки представляють грецьких чи римських богинь, можливо, Гекату, покровительку від злих чарів, отруйних рослин і привидів, або її земну колегу Діану.
Монограма Дюрера «AD» розташована в центрі підлоги. Існує безліч оригінальних гравюр художника, що зберігаються в низці відомих музеїв, тому авторство є підтвердженим.

## Опис
Жінки розміщені у обмеженому просторі (невеликій кімнаті з двома виходами) з вікном. Маленький демон в лівій поглибленні, уособлює зло і спокусу. Він досить чітко промальований на відміну від предмета, що він тримає в руках, видно задні ноги, морду, кігті і предмет, що, можливо, складається з паличок і шматка струни. Цілком можливо, що це був пристрій для полювання на птахів. Форма та жести демона дуже нагадують подібне невелике чудовисько, що нагадує кажана, у Сні лікаря 1498-99 років, гравюрі, що дуже близька до Чотирьох відьом не лише хронологічно, а й стилістично.
Різні зачіски та головні убори свідчать про те, що жінки значно відрізняються за соціальними становищем. Так, різні типи головних уборів насамперед використовувались в середньовічних картинах та картинах доби раннього Відродження для позначення соціальних та моральних аспектів особистості. Особливо це було характерно для Нюрнберга, де з цього питання було видано указ Нюрнберзькою радою.
Жінка зліва носить Хаубе (тип капелюшка, німецькою мовою Festhaube), що носили переважно одружені жінки. Жінка справа, яка звернена до глядача, носить довгу складчасту вуаль (Шлейє), що свідчить про її приналежність до середнього класу.
На цій ранній стадії своєї творчості Дюрер боровся як з обмеженнями малювати гравюри, так і з зображенням ню. Порівнюючи натуру у Малій фортуні, де зображено сатиру-жінку, яка годує своє немовля, або Покаяння святого Іоанна Златоуста, нинішня робота здається більш залежною від ренесансних прототипів, хоча вони, як стверджує історик мистецтва Чарльз Ілслі Мінотт «вищі, міцніші і витонченіші».

## Інтерпретація

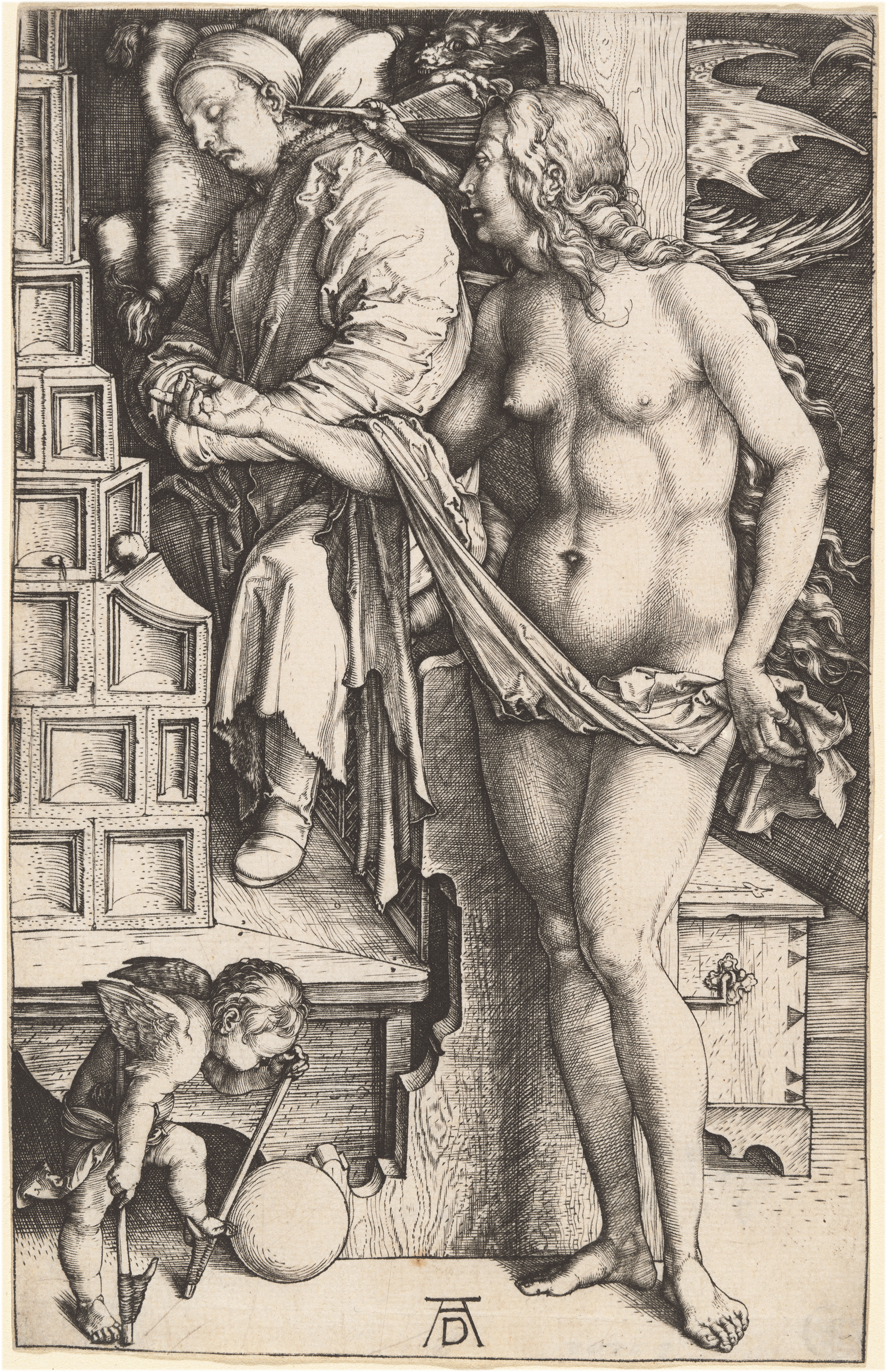
Дюрер А. Сон лікаря, гравюра, 1498-99. Ця гравюра аналогічно асоціює оголену фігуру з дьявольською діяльністю

Як у переважній більшості гравюр Дюрера, глибинний сенс чи джерело натхнення автора незрозумілі. Хоча вони були предметом наукового аналізу та реального консенсусу не склалося. Серед можливих тлумачень твору є як зображення чотирьох сезонів і чотирьох стихій, до Афродіти (представленої тут жінкою праворуч, що носить миртовий вінок) та Харит, Мойр, або, просто, чотирьох відьом чи чотирьох дівчат в будинку роспусти. Історик мистецтв Марсель Бріттон припускає, що твір може не мати якогось конкретного значення, а це просто портрет чотирьох оголених жінок, зроблений в якості протесту, як «примха молодого художника, роздратованого пуританською умовністю своїх співгромадян».
Оскільки Дюрер не назвав гравюру, вона мала багато різних назв упродовж століть. Коли картину вперше описав Карел ван Мандер у 1604 році, він написав, що на ній були «три-чотири оголених жінки, схожі на три грації». Поширеними були також назви Сцена в борделі, Сцена чаклунства, Венера і три грації, Пори року, Чотири темпераменти а також Діана і Геката.

### Чаклунство
Череп і кістка людини, залишені на підлозі, можуть мати низку значень, але митецтвознавці зводять їх до двох основних:
- нагадування про смерть[11];
- символічне зображення магії та покликання[28]

Інтерпретація відьми може бути мізогіністичною і пов'язаною з Malleus Maleficarum (Молотом Відьом) написаним в 1487 році ченцями домініканського ордену й інквізиторами Генріхом Крамером і Яковом Шпренгером. Книга схвалювала винищення відьом. В ній же була розроблена досить суперечлива, але деталізована юридична і богословська теорія для виправдання такої діяльності.

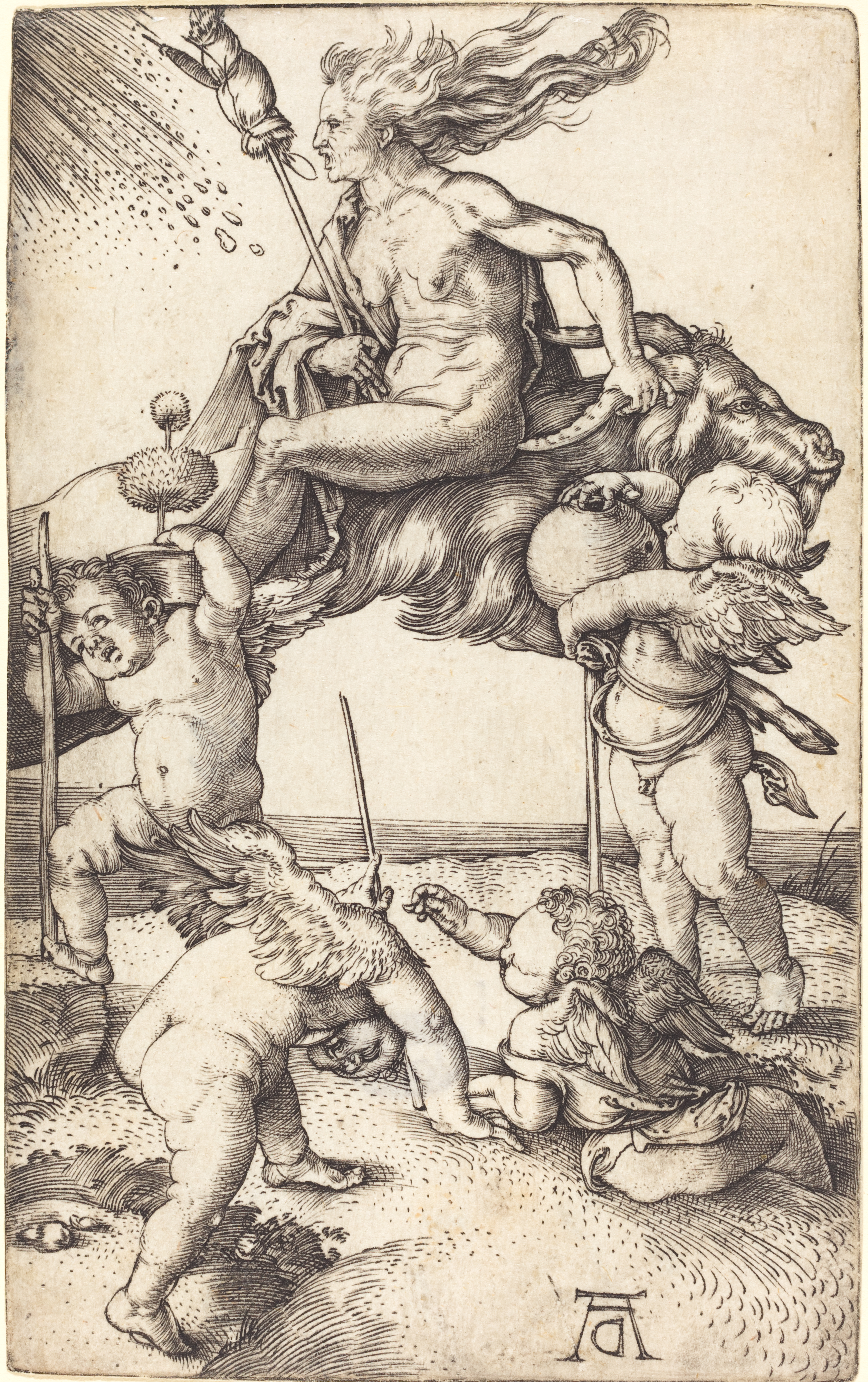
Дюрер А. Відьма, що їде назад на козлі, гравюра, можливо 1500 рік

Оскільки жіночі руки значною мірою приховані на гравюрі, мистецтвознавці роблять припущення, що образ не стосується якоїсь конкретної діяльності чи події. Однак тоді було прийнято вважати, що чоловіки, які займалися сексом з так званими «дияволами», пізніше будуть страждати від різноманітних хвороб та імпотенції.
Близько 1500 року Дюрером була створена гравюра Відьма, що їде назад на козлі, яка, на думку історика мистецтва Маргарет Салліван, як і Чотири відьми, відображає "захоплення однією з сторін стародавнього світу, а не інтерес до посібників з відьмами чи переконливу турботу про чаклунство злочинну дію ".
У цьому контексті гравюра іноді розглядається поряд із твором Зачарований наречений Ганса Бальдунга, завершеного за рік до смерті в 1545 році. Однак важливо зауважити, що твори Дюрера та Бальдунга, будучи сучасними з Malleus maleficarum, передують паніці, що призвела до полювання на відьом у XVI та XVII століттях. За словами Саллівана: «Робота Дюрера і Бальдунга належать до більш ранньої епохи, вони свідчать про різну чутливість і були створені художниками, які не могли передбачити страшних часів, що настають»

### Класична міфологія
Найприйнятніший сенс гравюра отримує, якщо сприймати її як алегоричне попередження проти розбрату, що неминуче призводить до пекла та смерті.
Композиційно позиціонування жінок схоже до мармурової фігури трьох грацій, відомих в добу раннього Відродження. Ймовірно, Дюрер бачив копію цієї композиції. Поширене тлумачення полягає в тому, що фігури представляють Гекату, яка згідно з «часто представлена трьома гранями чи тілами і, ймовірно, вона могла дивитись у всі сторони на двері чи переходи». Крім того, жінка праворуч, що носить вінок, може представляти Ериду, римську богиню розбрату, яка підкинула яблуко Юноні, Мінерві та Венері, розпалюючи Троянську війну . Або, можливо, що цю жінку ініціюють три відьми.
Розташований над фігурами глобус, розділений на дванадцять сегментів і містить два написи;
- 1497 рік[11];
- OGH — можливо, означає «Odium generis humani» (Odium (огида чи засідка) проти людського роду), або «Oh Gott hüte» (О, Боже заборонено!)), як це запропонував у 1675 році німецький мистецтвознавець та художник Йоахим фон Зандрарт, або «Ordo Graciarum Horarumque» (Орден Грацій і Годин).

## Вплив
Сюжет гравюри був перекопійований та адаптований декілька разів.
Ніколетто да Модена (1490—1569) інтерпретував сюжет, змістивши акцент на тлумаченні Паризького суду. Характерною особливістю цієї роботи є змінений напис на земній кулі на «Detur Pulchrior» (До справедливих) і розміщення чорта та кістках.
Австрійський художник Адольф Фрохнер (1934) зобразив відьом в нижній білизні, а саме в бюстгальтерах і підв'язках.